# Valovsko jezero
Valovsko jezero tip je ledenjačkoga jezera koje nastaje erozivnim radom ledenjaka. Valovska jezera su karakteristična za visoke planinske predjele i kao što im kaže, nastaju u valovima, tj. koritima nekadašnjih ledenjaka. Nastaju selektivnom erozijom na mjestu gdje je ledenjak napravio sekundarno udubljenje, a ono se kasnije ispunilo vodom.
Najpoznatija jezera ovog tipa formirala su se u Dolini Triglavskih jezera u Sloveniji (Zeleno, Crno, Veliko, Dvojno i dr).